# Lleyton Hewitt
Lleyton Hewitt (Adelaide, 24. veljače 1981.), australski tenisač, bivši broj 1.
Hewitt je 2005. godine bio uvršten među 40 najboljih tenisača svih vremena. Najveći uspjesi su mu osvajanje US Opena 2001. i Wimbledona 2002., te osvajanje Indian Wells Mastersa 2002. i 2003. Još je došao do finala Australian Opena gdje je kao domaćin, došao do finala, te u finalu izgubio od Marata Safina(1:6, 6:3, 6:4, 6:4). 
Tenisom se profesionalno počeo baviti 1998. godine, a samo nekoliko mjeseci poslije na turniru u Adelaideu pobijedio je tada prvog igrača svijeta Andrea Agassija u polufinalu, te osvojio turnir pobijedivši u finalu Jasona Stoltenberga. Dvije godine poslije osvojio je svoj prvi Grand Slam turnir: US Open 2000., ali u paru s Maxom Mirnyijem. Prvi pojedinačni Grand Slam turnir osvojio je 2001. godine, US Open, a 2002. godine i svoj drugi Grand Slam turnir, Wimbledon. Zadnji veliki turnir koji je osvojio bio je Queen's 2006. godine.
Osvojio je dva Masters finala 2001. i 2002. godine. 